# Seznam italijanskih smučarskih tekačev
Seznam italijanskih tekačev na smučeh.

## A
- Mikael Abram
- Debora Agreiter
- Marco Albarello

## B
- Gottfredo Baur
- Stefania Belmondo
- Elisa Brocard

## C
- Giorgio Di Centa
- Manuela Di Centa
- Valerio Checchi
- Roland Clara
- Anna Comarella
- Aristide Compagnoni
- Severino Compagnoni
- Silvio Confortola
- Pietro Piller Cottrer

## D
- Ilaria Debertolis
- Vincenzo Demetz

## F
- Francesco De Fabiani
- Paolo Fanton
- Silvio Fauner
- Giulio De Florian
- Arianna Follis
- Francesca Franchi

## G
- Caterina Ganz
- Stefano Gardener
- Magda Genuin
- Giulio Gerardi

## H
- Michael Hellweger
- David Hofer

## J
- Alberto Jammeron

## K
- Janmatie Kostner

## L
- Greta Laurent
- Marianna Longa

## M
- Fabio Maj
- Franco Manfroi
- Thomas Moriggl
- Claudio Muller

## N
- Enrico Nizzi
- Dietmar Nöckler
- Franco Nones

## P
- Cristina Paluselli
- Gilberto Panisi
- Gabriela Paruzzi
- Fabio Pasini
- Renato Pasini
- Mattia Pellegrin
- Sara Pellegrini
- Federico Pellegrino
- Marina Piller
- Giuseppe Ploner

## R
- Maicol Rastelli
- Sergio Rigoni
- Lorenzo Romano

## S
- Giandomenico Salvadori
- Lucia Scardoni
- Gianfranco Stella
- Giulia Stürz

## T
- Virginia De Martin Topranin

## V
- Fulvio Valbusa
- Sabina Valbusa
- Bice Vanzetta
- Giorgio Vanzetta
- François Viérin
- Lisa Vittozzi
- Gaia Vuerich
- Valentina Vuerich

## W
- Antonella Confortola Wyatt

## Z
- Stefan Zelger
- Maurilio De Zolt
- Cristian Zorzi